# أليكس جيل
أليكس جيل (بالإنجليزية: Alex Gil)‏ هو مهندس معماري أمريكي، ولد في 24 ديسمبر 1977.